# سرودخوان توسی
سرودخوان توسی(نام علمی: Vireo brevipennis) نام یک گونه از سرده سرودخوان است.